# Список камер Xiaomi
Xiaomi (кит. 小米) — китайская компания-производитель потребительской электроники. Изначально специализировалась на выпуске смартфонов (это направление до сих пор остаётся основным для компании), однако в настоящее время выпускает широкий ассортимент устройств разных типов. В 2015 году Xiaomi выпустила свою первую экшн-камеру — Xiaomi Yi.
В данном списке перечислены все видеокамеры любых типов, выпущенные компанией Xiaomi. Список разбит на разделы по типам камер. Характеристики указаны в соответствии с данными источников. Если тот или иной параметр неизвестен (не упоминается в источниках), он не указывается.

## Легенда
- Фото — изображение самой камеры без чехла или аквабокса (кроме моделей с несъёмным аквабоксом).
- Название — официальное наименование камеры.
- Дата выпуска — дата официального анонса камеры, для удобства указывается начиная с года. Если точный день анонса неизвестен, дата указывается с точностью до месяца.
- Габариты — физические размеры и масса камеры с аккумулятором, но без аксессуаров.
- Процессор — модель используемого процессора.
- Матрица — модель используемой фотоматрицы.
- Особенности — краткое описание камеры и её ключевых свойств.
- Ссылки — ссылки на авторитетные источники — подробные обзоры камер.

## Экшн-камеры
| Фото | Название                    | Дата выпуска    | Габариты                  | Процессор                        | Матрица     | Особенности | Источники                   |
| ---- | --------------------------- | --------------- | ------------------------- | -------------------------------- | ----------- | --- | --------------------------- |
|      | Xiaomi Yi                   | 2 марта 2015    | 60,4 х 42×21,2 мм, 72 г   | Ambarella A7                     | Sony IMX206 | Первая экшн-камера Xiaomi, выпущенная под брендом Yi компанией Yi Technology — партнёром Xiaomi, специализирующемся на видеотехнике. Производилась в трёх цветах — чёрном, белом и жёлто-бирюзовом. | [ 1 ] [ 2 ] [ 3 ] [ 4 ]     |
|      | Xiaomi Yi 4K                | 12 мая 2016     | 66 х 42×31 мм, 95 г       | Ambarella A12                    | Sony IMX377 | Камера оснащена сенсорным экраном диагональю 2,2" и разрешением 640х360. В отличие от предыдущей, позиционируется как решение верхнего сегмента и конкурент для камер GoPro серии Black, может снимать видео в разрешении UltraHD (4K), что отражено в её названии. Дизайн несколько отличается от типичного для экшн-камер, поэтому к ней, в отличие от предыдущей модели, не подходят аквабоксы стандартного размера. | [ 5 ] [ 6 ] [ 7 ] [ 8 ]     |
|      | Xiaomi Yi 4K+               | 7 января 2017   | 66 х 42×31 мм, 96 г       | Ambarella H2                     | Sony IMX377 | Первое в мире устройство с процессором Ambarella H2 и первая в мире экшн-камера, способная снимать видео 4К с частотой кадров 60 fps. Дизайн корпуса и остальные характеристики не изменились, однако обновился внешний вид лицевой стороны. | [ 9 ] [ 10 ] [ 11 ] [ 12 ]  |
|      | Xiaomi Mijia Compact Camera | 23 августа 2017 | 71,5 x 42,7×29,5 мм, 99 г | Ambarella A12                    | Sony IMX317 | Первая и единственная экшн-камера Xiaomi, выпущенная в рамках линейки Mijia. Отличается по дизайну от выпущенных ранее камер. Имеет сенсорный экран диагональю 2,4" и разрешением 960х480. Возможности видеосъёмки аналогичны таковым у Yi 4K. | [ 13 ] [ 14 ] [ 15 ] [ 16 ] |
|      | Xiaomi Yi Lite              | январь 2018     | 65 x 42×30 мм, 72 г       | HiSilicon Hi3556                 | Sony IMX206 | Первое в мире устройство с процессором Hisilicon Hi3556. Позиционируется как устройство среднего сегмента, замена самой первой Xiaomi Yi. В частности, эта камера доступна в жёлто-бирюзовой расцветке, которая стала визитной карточкой той. Дизайн корпуса близок к Yi 4K, аксессуары совместимы. | [ 17 ] [ 18 ] [ 19 ] [ 20 ] |
|      | Xiaomi Yi Discovery         | март 2018       | 65 x 42×30 мм, 79 г       | Yi A9SE100 (аналог Allwinner V3) | Sony IMX179 | Бюджетная камера, аппаратной основой для которой выступает популярное сочетание сенсора IMX179 и процессора Allwinner V3, причём последний перемаркирован производителем как Yi A9SE100, что может вызвать путаницу с обозначением процессоров Ambarella A9. Корпус аналогичен предыдущим камерам серии Yi. | [ 21 ] [ 22 ] [ 23 ] [ 24 ] |
|      | Xiaomi Mijia Seabird        | 22 октября 2018 |                           | HiSilicon Hi3559                 | Sony (?)    | Бюджетная камера в корпусе синего, зелёного или оранжевого цвета. |                             |

## Камеры наблюдения
| Фото | Название                                   | Дата выпуска   | Габариты                  | Процессор           | Матрица                       | Особенности | Источники                   |
| ---- | ------------------------------------------ | -------------- | ------------------------- | ------------------- | ----------------------------- | --- | --------------------------- |
|      | Xiaomi Yi Home Camera                      | январь 2015    | 114,4 x 80×32,1 мм, 132 г | HiSilicon Hi3518e   | OmniVision OV9712             | Первая IP-камера Xiaomi. Предназначена для домашнего видеонаблюдения, способна снимать видео в разрешении 720p. Особенностью конструкции является то, что непосредственно камера (модуль круглой формы) может быть отделена от корпуса-подставки.                                                                                      | [ 25 ] [ 26 ] [ 27 ] [ 28 ] |
|      | Xiaomi Yi Home Camera 2                    | май 2016       | 122 x 70×59 мм, 132 г     | Ambarella S2LM      | Panasonic MN34229             | Новая камера наблюдения получила возможность снимать видео в разрешении 1080p (FullHD). Кроме того, она оснащена микрофоном. | [ 29 ] [ 30 ]               |
|      | Xiaomi Small Square                        | декабрь 2016   | 50 x 50×56 мм, 100 г      | Sonix SN98600       | SmartSens SC2035              | Камера для домашнего видеонаблюдения кубической формы с магнитной регулируемой подставкой. В ряде источников указывается название Xiaofang, которое является китайским прочтением названия Little Square. | [ 31 ] [ 32 ] [ 33 ]        |
|      | Xiaomi Small Square 1S                     | 4 апреля 2018  | 50 x 50×56 мм, 100 г      | Ingenic T20         | SmartSens SC2035              | Улучшенная версия камеры Small Square. Ключевое отличие — процессор Ingenic T20L с частотой 1 ГГц, что позволило повысить производительность камеры, за недостаток которой критиковалась первая версия. Также камера получила инфракрасный фильтр IR-CUT, благодаря которому удалось повысить чувствительность камеры в ночном режиме. | [ 34 ]                      |
|      | Xiaomi Yi Home Camera 1080p                | апрель 2017    | 122 x 70×59 мм, 132 г     | HiSilicon Hi3518e   |                               | Улучшенная версия самой первой камеры Yi Home Camera. Отличается от неё только используемым сенсором и возможностью снимать видео в разрешении 1080p, что отражено в названии. | [ 35 ] [ 36 ]               |
|      | Xiaomi Yi Dome Camera                      | август 2016    | h=110 мм, d=93mm, 230 г   | HiSilicon Hi3518e   |                               | Поворотная камера для домашнего видеонаблюдения с возможностью кругового обзора. Механизм приводит модуль камеры в движение относительно станины на 115° в вертикальной и на 345° в горизонтальной плоскости. 8 встроенных инфракрасных диодов позволяют вести наблюдение даже в полной темноте.                                       | [ 36 ] [ 37 ] [ 38 ] [ 39 ] |
|      | Xiaomi Mijia 360 Home Camera 720p          | август 2016    | 118 х 80×80 мм, 250 г     | Ambarella S2LM      |                               | Домашняя камера видеонаблюдения, выпущенная в рамках линейки Mijia. Оборудована динамиком для подачи сигналов. Нижняя часть корпуса оснащена креплением. | [ 40 ] [ 41 ] [ 42 ] [ 43 ] |
|      | Xiaomi Mijia 360 Home Camera 1080p         | 18 мая 2017    | 118 х 80×80 мм, 250 г     | Ambarella S2LM      | OmniVision OV4689             | Улучшенная версия камеры Mijia 360, получившая возможность вести съёмку в формате 1080p. Также по сравнению с предшествующим устройством немного изменился дизайн и конструкция донышка. | [ 44 ]                      |
|      | Xiaomi Mijia 1080p                         | март 2017      | 100 х 80 мм, 130 г        | Grain Media GM8136S |                               | Камера, по конструкции и внешнему виду похожая на Yi Home Camera. Модуль камеры извлекается из корпуса. | [ 45 ] [ 46 ] [ 47 ]        |
|      | Xiaomi Mijia Big Square                    | 2 августа 2017 | 127,5 х 66×60 мм, 120 г   | Ingenic T20         | SmartSens SC2035              | Камера в форме вертикального параллелепипеда на поворотной подставке. Позиционируется как наследник Small Square. В ряде источников встречается название Dafang, являющееся китайским прочтением названия Big Square. В отличие от той камеры, эта относится к линейке Mijia.                                                          | [ 48 ] [ 49 ] [ 50 ]        |
|      | Xiaomi Aqara Smart Camera                  | октябрь 2017   | 77 х 99×70 мм             | HiSilicon Hi3518e   | SmartSens SC2135              | Камера входит в линейку Aqara, в рамках которой выпускается ассортимент устройств для умного дома. Помимо основной функции, она является шлюзом ZigBee, использует модуль ZBM01LM. Модуль камеры может вращаться, основание оснащено магнитом.                                                                                         | [ 51 ] [ 52 ] [ 53 ]        |
|      | Xiaomi Chuangmi 720p                       | 2 августа 2017 | 100 x 61×66 мм, 65 г      | Grain Media GM8135S | SmartSens SC2035              | Недорогая и простая камера для домашнего видеонаблюдения. | [ 54 ] [ 55 ]               |
|      | Xiaomi Yi Outdoor Camera                   | 1 ноября 2017  | 132x68 мм, 252 г          | HiSilicon Hi3518    |                               | Уличная камера видеонаблюдения, имеющая характерный для этого класса устройств внешний вид и крепление. Защищена по стандарту IP65. | [ 56 ] [ 57 ]               |
|      | Xiaomi Yi Cloud Dome Camera                | 1 июня 2018    | 120 х 95×95 мм, 230 г     |                     |                               | Камера, пришедшая на смену Yi Dome. Технические характеристики практически аналогичны, внешний вид отличается несколькими деталями, при этом новое устройство немного крупнее старого. Важнейшее отличие от предшественника, отражённое в названии — способность сохранять видео в облачном хранилище.                                 | [ 58 ] [ 59 ]               |
|      | Xiaomi Hualai Xiaofang Panoramic IP Camera | 18 мая 2018    | 101 x 36×36 мм, 94 г      | Vatics M3881C       | Pixart Imaging PS5250 (2 шт.) | Первая в мире IP-камера для домашнего видеонаблюдения с 360-градусным обзором. Прибор, выпущенный в рамках суббренда Hualai, имеет 2 широкоугольных объектива (обзор каждого 210 градусов) и за ненадобностью лишён поворотного механизма.                                                                                             | [ 60 ] [ 61 ]               |
|      | Xiaomi Yi Home Camera 3                    | 11 января 2019 |                           |                     |                               | Похожа на Home Camera 2 |                             |

## Специализированные камеры
| Фото | Название                          | Дата выпуска    | Габариты               | Процессор     | Матрица             | Особенности | Источники            |
| ---- | --------------------------------- | --------------- | ---------------------- | ------------- | ------------------- | --- | -------------------- |
|      | Xiaomi Yi Horizon VR180           | 9 января 2018   |                        | Ambarella H2  |                     | Камера, выпущенная подразделением Yi Technology в сотрудничестве с Google и представленная на выставке CES 2018, предназначена для съёмки 3D-видео с поддержкой платформы Google Daydream. Оснащена двумя объективами, а также откидным сенсорным дисплеем диагональю 2,2" и разрешением 640х360. По состоянию на ноябрь 2018 в свободную продажу не поступила. | [ 62 ]               |
|      | Xiaomi Yi 360 VR                  | 24 апреля 2017  |                        | Ambarella H2  | Sony IMX377 (2 шт.) | Камера для съёмки круговых панорам и виртуальной реальности. Представлена на выставке NAB Show 2017 в апреле 2017 года. | [ 63 ] [ 64 ] [ 65 ] |
|      | Xiaomi Mijia 360 Panoramic Camera | 5 апреля 2017   | 78 x 67,4×24 мм, 108 г | Ambarella A12 | Sony IMX206         | Первая камера в линейке Mijia, предназначенная для съёмки круговых панорам. Выпущена компанией MADV — партнёром Xiaomi. Выпускается только в чёрном цвете. | [ 65 ] [ 66 ] [ 67 ] |
|      | Xiaomi Madventure 360             | апрель 2018     | 78 x 67,4×24 мм, 108 г | Ambarella A12 | Sony IMX206         | Полный аналог предыдущей камеры с некоторыми отличиями в дизайне корпуса. Выпускается только в оранжевом цвете. | [ 67 ] [ 68 ]        |
|      | Xiaomi MADV Mini                  | 28 декабря 2017 | 42 x 25×35 мм, 23 г    | нет           |                     | Камера-смартограф c двумя объективами, которая способна снимать круговые панорамы. Подключается к смартфону напрямую через разъём USB Type-C, причём поддерживаются не только смартфоны Xiaomi, но и любые другие, оснащённые данным разъёмом. Выпуск данного устройства был обеспечен с помощью краудфандинга.                                                 | [ 69 ] [ 70 ]        |

## Видеорегистраторы
| Фото | Название                                       | Дата выпуска   | Габариты                  | Процессор                       | Матрица         | Особенности | Источники     |
| ---- | ---------------------------------------------- | -------------- | ------------------------- | ------------------------------- | --------------- | --- | ------------- |
|      | Xiaomi Yi Smart Dash Camera                    | август 2016    | 74 х 52,4×19,4 мм, 74 г   | Yi A12 (аналог Novatek NT96660) | Aptina AR0230CS | Камера, которая позиционируется как видеорегистратор, но по конструкции корпуса близка к экшн-камерам, что позволяет использовать её в разных целях. В отличие от большинства экшн-камер, не обладает защитой от воды. Снимает видео 1080p 60fps и 1296p 30fps. Выпускается в сером и золотистом цветах. | [ 71 ] [ 72 ] |
|      | Xiaomi Yi Compact Dash Camera                  | май 2017       | 74 х 52,4 × 19,4 мм, 74 г | Novatek NT96658                 | Aptina AR0230CS | Упрощённая версия предыдущей камеры. Отличается более узким углом обзора (130°) и менее мощным процессором, за счёт чего способна снимать максимум FullHD-видео с частотой кадров 30 fps. Выпускается только в чёрном цвете.                                                                             | [ 73 ] [ 74 ] |
|      | Xiaomi Yi Ultra Dash Camera                    |                | 85 x 55 x 34,8 мм, 96,4 г |                                 |                 | | [ 75 ]        |
|      | Xiaomi Yi Mini Dash Camera                     |                |                           |                                 |                 | | [ 76 ]        |
|      | Xiaomi Yi Mirror Dash Camera                   |                |                           |                                 |                 | | [ 77 ]        |
|      | Xiaomi Mijia Car DVR                           |                |                           |                                 |                 | | [ 78 ]        |
|      | Xiaomi 70mai Dash Cam                          |                |                           |                                 |                 | | [ 79 ]        |
|      | Xiaomi 70mai Rearview Mirror                   |                |                           |                                 |                 | | [ 80 ]        |
|      | Xiaomi 70mai Dash Cam Pro                      | август 2018    | 87,5 x 53×18,2 мм,        | HiSiicon Hi3556                 | Sony IMX335     | Автомобильный видеорегистратор в корпусе, дизайн которого напоминает видеорегистраторы Thinkware. | [ 81 ]        |
|      | Xiaomi Mijia Car DVR 1S                        |                |                           |                                 |                 | | [ 82 ]        |
|      | Xiaomi Mijia Smart Rearview Mirror             | 12 апреля 2018 |                           |                                 |                 | | [ 83 ]        |
|      | Xiaomi Mijia Smart Rearview Mirror Touchscreen | 12 апреля 2018 |                           |                                 |                 | | [ 84 ]        |
|      | Xiaomi 70mai Reversing                         |                |                           |                                 |                 | |               |

## Прочее
- Камера от квадрокоптера Xiaomi Mi Drone. Существует в двух модификациях, более новая ревизия поддерживает видеосъёмку в 4K. Камера является съёмной, входит в комплект квадрокоптера, а также продаётся отдельно как аксессуар к нему. В 2018 году был выпущен ручной штатив, предназначенный для использования камеры отдельно от летающего устройства (съёмки «с рук»).
- Беззеркальный фотоаппарат Xiaomi Yi M1.